# بيتا عملاق
بيتا عملاق (الاسم العلمي: Hydrornis caerulea) (بالإنجليزية: Giant Pitta)‏ هي نوع من الطيور تتبع جنس البيتا المخطط من فصيلة طيور البيتا.